# Adrityla

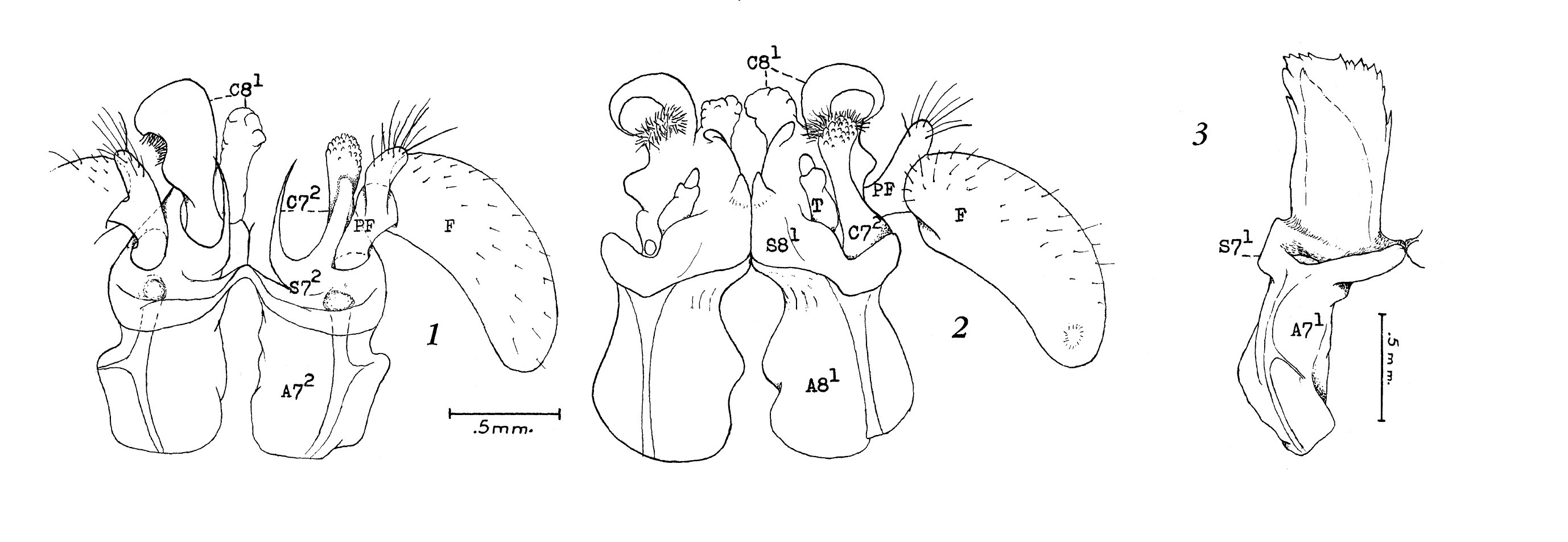
Gonopody Adrityla deseretae. 1: widok przedni na gonopody tylne i lewe odnóże dziesiątej pary, 2: wiodk tylny na lewy gonopod tylny i dziesiątą parę odnóży, 3: widok przedni na lewy gonopod przedni

Adrityla – rodzaj dwuparców z rzędu Chordeumatida i podrzędu Heterochordeumatidea. Jedyny z monotypowej rodziny Adritylidae.
Dorosłe formy tych dwuparców osiągają od 9 do 25 mm długości ciała i mają tułów złożony z 30 pierścieni, z których pierwszy (collum) nie nakrywa głowy. Wyraźne nabrzmiałości boczne (paranota) oraz wyraźne szczeciny segmentalne występują na pierścieniach tułowia położonych za collum. U samców powstałe z ósmej pary odnóży przednie gonopody tworzą parę cheirites, zbudowanych z połączenia sternitu, telopoditu i apodemy tchawkowej. Dziewiąta para odnóży przekształcona jest u samców w trójczłonowe gonopody tylne o nabrzmiałych i zakrzywionych na stronę grzbietową członach końcowych telopoditów oraz dużych, częściowo zlanych ze sternitem i apodemą tchawkową kolpokoksytach. W dziesiątej parze odnóży samca biodra są wskutek obecności gruczołów biodrowych silnie powiększone, płatowate i zlane ze sternum. Telopodity tej pary odnóży zredukowane są do 2 lub 3 członów. Odnóża jedenastej pary nie mają gruczołów biodrowych.
Wije te występują wyłącznie w Ameryce Północnej.
Rodzaj ten wprowadził w 1961 Nell Bevel Causey dla pojedynczego gatunku opisanego przez Ralpha V. Chamberlina w rodzaju Conotyla. Causey umieścił rodzaj w obrębie Conotylidae. W 1971 William Shear przeniósł rodzaj do własnej rodziny Adritylidae, która wraz z Conotylidae tworzy nadrodzinę Conotyloidea. Należą tu 3 opisane gatunki:
- Adrityla brevis Causey, 1972
- Adrityla cucullata Loomis & Schmitt, 1971
- Adrityla deseretae (Chamberlin, 1910)